# 王勿桥乡
王勿桥乡，是中华人民共和国河南省驻马店市正阳县下辖的一个乡镇级行政单位。

## 行政区划
王勿桥乡下辖以下地区：
王勿桥村、黄庄村、谢庄村、熊庄村、大陈店村、大翁村、马屯村、赵庄村、便民村、中张村、新丰村和马庄村。